# Kochanowice (gmina)
Pour les articles homonymes, voir Kochanowice (homonymie).
La gmina de Kochanowice est une commune rurale de la voïvodie de Silésie et du powiat de Lubliniec. Elle s'étend sur 79,71 km2 et comptait 6 668 habitants en 2006. Son siège est le village de Kochanowice qui se situe à environ 6 kilomètres à l'est de Lubliniec et à 53 kilomètres au nord de Katowice.

## Villages
La gmina de Kochanowice comprend les villages et localités de Droniowice, Harbułtowice, Jawornica, Kochanowice, Kochcice, Lubecko, Lubockie, Ostrów, Pawełki, Swaciok et Szklarnia.

## Villes et gminy voisines
La gmina de Kochanowice est voisine de la ville de Lubliniec et des gminy de Ciasna, Herby, Koszęcin et Pawonków.